# اريك ريد (مخرج)
اريك ريد (بالإنجليزية: Eric Red)‏ هو كاتب سيناريو ومخرج أمريكي، ولد في 16 فبراير 1961 في بيتسبرغ في الولايات المتحدة.

## وصلات خارجية
- اريك ريد على موقع IMDb (الإنجليزية)
- اريك ريد على موقع روتن توميتوز (الإنجليزية)
- اريك ريد على موقع ألو سيني (الفرنسية)
- اريك ريد على موقع أول موفي (الإنجليزية)
- اريك ريد على موقع قاعدة بيانات الأفلام السويدية (السويدية)
- اريك ريد على موقع قاعدة بيانات الفيلم (الإنجليزية)
- اريك ريد على موقع كينوبويسك (الروسية)